# Игнатьев, Георгий Михайлович
Гео́ргий Миха́йлович Игна́тьев (1907—1973) — советский строитель, шофёр, Герой Социалистического Труда.

## Биография
Родился в 1907 году в деревне Ненашевской Юрьев-Польского уезда Владимирской губернии (ныне Юрьев-Польский район Ивановской области).
Трудовую деятельность начал в 1925 году разнорабочим, с 1933 работал шофёром.
С июля 1941 года участвовал в Великой Отечественной войне. Был командиром отделения эвако-транспортного взвода 306 отдельного медико-санитарного батальона 300-й отдельной медико-санитарной бригады. Служил шофёром санитарного автомобиля, на котором эвакуировал несколько сотен раненых бойцов, в том числе под авиаударами противника. Отремонтировал несколько немецких автомобилей и другую трофейную технику. Был ранен. В 1943 году награждён медалью «За отвагу».
После войны жил и работал в Таллине. В 1951 году вместе с женой приехал на Волгу, в Ставрополь, где участвовал в строительстве Куйбышевской ГЭС им. В. И. Ленина. Работал шофёром СМУ левого берега ПСМО «Куйбышевгидрострой», позднее в АТУ-5. Как победитель соцсоревнования стал первым водителем, сбросившим в Волгу бетонные пирамиды в ходе её перекрытия.
Умер в 1973 году.

## Награды
- Герой Социалистического Труда (9.08.1958),
- Орден Ленина (9.08.1958),
- Медаль «За отвагу» (11.09.1943).
- Медаль «За трудовую доблесть»[3].